# Качалино
Качалино (рос. Качалино) — залізнична станція в Іловлінському районі Волгоградської області Російської Федерації.
Населення становить 2304 особи. Входить до складу муніципального утворення Качалинське сільське поселення.

## Історія
Населений пункт розташований у межах українського історичного та культурного регіону Жовтий Клин.
Населений пункт заснований 1880 року.
Від 1965 року належить до Іловлінського району.

## Населення
| 2010 |
| ---- |
| 2304 |